# Jan Kunc
Jan Kunc, né le 27 mars 1883 à Doubravice nad Svitavou et mort le 11 septembre 1976 à Brno, est un compositeur, professeur et écrivain tchèque.

## Biographie
Il est l'élève de Leoš Janáček à Brno et de Vítězslav Novák à Prague. En parallèle, il est critique musical à Brno de 1909 à 1918. En 1918 et 1919, il accompagne sa femme, chanteuse, dans une tournée de concerts. En 1919, il devient assistant au Conservatoire de Brno et en devient le directeur de 1926 à 1945. Il donne aussi des conférences à l'Université Masaryk entre 1947 et 1952. Il est surtout connu comme compositeur de mélodies et de musique chorale. En 1933, il a composé une nouvelle version du chant traditionnel Christus vincit, Christus regnat, Christus imperat, qui est devenu le signal d'intervalle de Radio Vatican, et en 1935, il a créé l'arrangement officiel de l'hymne national tchèque.

## Œuvres

### Opéras
- La Dame du bord de mer (1919), opéra inachevé ;

### Œuvres orchestrales
- Chant de jeunesse (1916), poème symphonique ;

### Musique vocale
- Stála Kacenka u Dunaja (Catherine se tenait près du Danube, 1919), ballade pour voix d'alto et orchestre ;

### Musique chorale
- Sedmdesát tisíc (70 000) pour chœur ;
- Ostrava (1912) pour chœur d'hommes ;
- Trente-cinq chants traditionnels de Slovaquie morave (1960) pour chœur de femmes ;

### Musique de chambre
- Sonate pour piano (1903) ;
- Trio avec piano (1905) ;
- Quatuor à cordes (1909) ;
- Quatre compositions (1917) pour piano ;
- Chronique (1926), variations pour piano sur un chant traditionnel slovaque ;
- Sonate pour violon et piano (1931) ;
- Sérénade pour violon et piano (1952) ;
- Miniatures (1957) pour piano, arrangement pour quintette à vent (1958) ;